# Lilla Envättern
Lilla Envättern är en sjö i Södertälje kommun i Södermanland och ingår i Trosaåns huvudavrinningsområde. Sjön är 3,5 meter djup, har en yta på 0,004 kvadratkilometer och är belägen 63 meter över havet. Sjön ligger i Stora Envätterns naturreservat.